# Klockån
De Klockån is een beek in Zweden, in de gemeente Piteå. Het is een zijrivier van de Lillån, dus hoort bij het stroomgebied van de Pite älv, maar is te klein om in de officiële lijst van rivieren en beken te worden opgenomen. De Klockån is nauwelijks een kilometer lang.